# Hoheitsgebiete ohne Selbstregierung

16 Hoheitsgebiete ohne Selbstregierung (ohne Pitcairninseln)

Auf der Grundlage der Kapitel XI, XII und XIII der Charta und einer Vielzahl von Resolutionen führen die Vereinten Nationen eine Liste der Hoheitsgebiete ohne Selbstregierung (deutsch für Non-Self-Governing Territories, NSGT).
Ein Hoheitsgebiet ohne Selbstregierung wird von den Vereinten Nationen definiert als ein Territorium, das kein souveräner Staat ist, sich nicht in freier Assoziierung mit einem souveränen Staat befindet und nicht in einen souveränen Staat integriert ist.
Die Liste wurde 1946 aufgestellt und enthielt im Juli 2017 siebzehn Territorien.

## Kapitel XI der UN-Charta
Gemäß Kapitel XI (Artikel 73 und 74) der UN-Charta sind „Mitglieder der Vereinten Nationen, welche die Verantwortung für die Verwaltung von Hoheitsgebieten haben oder übernehmen, deren Völker noch nicht die volle Selbstregierung erreicht haben“ (Verwaltungsmächte) unter anderem verpflichtet,
- „den politischen, wirtschaftlichen, sozialen und erzieherischen Fortschritt, die gerechte Behandlung und den Schutz dieser Völker gegen Mißbräuche unter gebührender Achtung vor ihrer Kultur zu gewährleisten“
- „die Selbstregierung zu entwickeln, die politischen Bestrebungen dieser Völker gebührend zu berücksichtigen und sie bei der fortschreitenden Entwicklung ihrer freien politischen Einrichtungen zu unterstützen, und zwar je nach den besonderen Verhältnissen jedes Hoheitsgebiets, seiner Bevölkerung und deren jeweiliger Entwicklungsstufe“
- „Aufbau- und Entwicklungsmaßnahmen zu fördern, die Forschungstätigkeit zu unterstützen sowie miteinander und gegebenenfalls mit internationalen Fachorganisationen zusammenzuarbeiten, um die (...) dargelegten sozialen, wirtschaftlichen und wissenschaftlichen Ziele zu verwirklichen“

## Kapitel XII und XIII der UN-Charta
Die Kapitel XII und XIII (Artikel 75 bis 91) der UN-Charta betreffen das seit 1994 ausgesetzte internationale Treuhandsystem. In der aktuellen Liste sind daher keine Treuhandgebiete aufgeführt.

## UN-Resolution 9 (I)
In der Resolution 9 (I) wird von der Generalversammlung unter anderem erklärt:
- „The United Nations (...) is keenly aware of the problems and political aspirations of the peoples who have not yet attained a full measure of self-government (...)“
„Die Vereinten Nationen (...) sind sich der Probleme und der politischen Bestrebungen der Völker bewusst, die noch kein volles Maß an Selbstregierung erreicht haben (...)“ (na)
- „Chapters XI, XII and XIII of the Charter recognize the problems of the non-self-governing peoples as of vital concern to the peace and general welfare of the world community.“
„Die Kapitel XI, XII und XIII der Charta anerkennen die Probleme der nicht-selbstregierten Völker als von entscheidender Bedeutung für den Frieden und das allgemeine Wohlergehen der Weltgemeinschaft.“ (na)
- „The General Assembly expects that the realization of the objectives of Chapters XI, XII and XIII will make possible the attainment  of the political, economic, social and educational aspirations of non-self-governing peoples.“
„Die Generalversammlung erwartet, dass die Verwirklichung der Ziele der Kapitel XI, XII und XIII die Erreichung der politischen, wirtschaftlichen, sozialen und pädagogischen Bestrebungen der nicht-selbstregierten Völker ermöglichen wird.“ (na)

## UN-Resolution 1514 (XV)
In der Resolution 1514 (XV) wird von der Generalversammlung unter anderem erklärt:
- „Alle Völker haben das Recht auf Selbstbestimmung; kraft dieses Rechts bestimmen sie frei ihren politischen Status und verfolgen frei ihre wirtschaftliche, soziale und kulturelle Entwicklung“
- „Alsbaldige Schritte sind in den Treuhandgebieten und den Gebieten ohne Selbstregierung sowie in allen anderen Gebieten, welche noch nicht die Unabhängigkeit erlangt haben, zu unternehmen, um den Völkern dieser Gebiete alle Hoheitsbefugnisse zu übertragen, ohne irgendwelche Bedingungen oder Vorbehalte, im Einklang mit ihrem frei geäußerten Willen und Wunsch, ohne Unterschied der Rasse, des Glaubens oder der Hautfarbe, um sie in die Lage zu versetzen, volle Unabhängigkeit und Freiheit zu genießen“

## Aktuell gelistete Territorien
Das nach Fläche kleinste Territorium ist Gibraltar, dasjenige mit den wenigsten Einwohnern sind die Pitcairninseln. Das nach Fläche und Anzahl der Einwohner größte Territorium ist Westsahara.
| Territorium (t)                                              | Kontinent (k)      | gelistet        | Verwaltungsmacht                 | Fläche in km² | Einwohner | UN- Datenblatt |
| ------------------------------------------------------------ | ------------------ | --------------- | -------------------------------- | ------------- | --------- | -------------- |
| Amerikanische Jungferninseln                                 | Amerika            | 1946–           | Vereinigte Staaten               | 352           | 105.413   |                |
| Amerikanisch-Samoa                                           | Pazifik (Ozeanien) | 1946–           | Vereinigte Staaten               | 200           | 49.710    |                |
| Anguilla                                                     | Amerika            | 1946–           | Vereinigtes Königreich           | 96            | 15.899    |                |
| Bermuda                                                      | Amerika            | 1946–           | Vereinigtes Königreich           | 53,35         | 63.982    |                |
| Britische Jungferninseln                                     | Amerika            | 1946–           | Vereinigtes Königreich           | 153           | 33.595    |                |
| Cayman Islands                                               | Amerika            | 1946–           | Vereinigtes Königreich           | 264           | 71.105    |                |
| Falklandinseln (Malwinen)                                    | Amerika            | 1946–           | Vereinigtes Königreich (f1) (f2) | 12.173        | 3.662     |                |
| Französisch-Polynesien                                       | Pazifik (Ozeanien) | 2013– 1946–1947 | Frankreich (fp)                  | 3.500         | 279.550   |                |
| Gibraltar                                                    | Europa             | 1946–           | Vereinigtes Königreich (g)       | 5,8           | 34.003    |                |
| Guam                                                         | Pazifik (Ozeanien) | 1946–           | Vereinigte Staaten               | 544           | 153.836   |                |
| Montserrat                                                   | Amerika            | 1946–           | Vereinigtes Königreich           | 103           | 4.433     |                |
| Neukaledonien                                                | Pazifik (Ozeanien) | 1986– 1946–1947 | Frankreich (n1) (n2)             | 18.575        | 268.500   |                |
| Pitcairn (t) ( Pitcairninseln)                               | Pazifik (Ozeanien) | 1946–           | Vereinigtes Königreich           | 35,5          | 42        |                |
| St. Helena (t) ( St. Helena, Ascension und Tristan da Cunha) | Afrika             | 1946–           | Vereinigtes Königreich           | 310           | 5.146     |                |
| Tokelau                                                      | Pazifik (Ozeanien) | 1946–           | Neuseeland                       | 12,2          | 1.647     |                |
| Turks- und Caicosinseln                                      | Amerika            | 1946–           | Vereinigtes Königreich           | 948,2         | 49.309    |                |
| Westsahara                                                   | Afrika             | 1963–           | (unklar) (w)                     | k. A.         | k. A.     |                |

### Besonderheiten

#### Referenden
Falklandinseln (Malwinen)
Gibraltar
Neukaledonien

#### Wiederaufnahmen
Französisch-Polynesien
Neukaledonien

## Ehemals gelistete Territorien

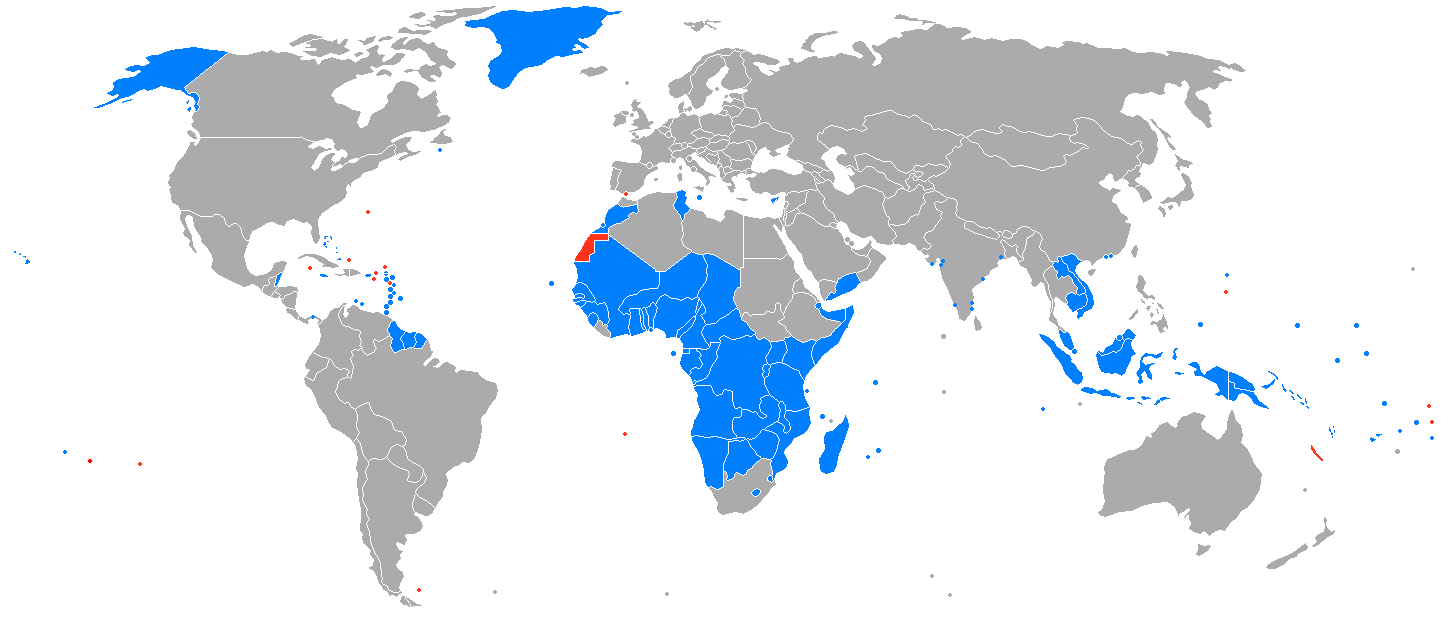
Rot: aktuell gelistete Territorien, blau: ehemals gelistete Territorien

Aufgrund der UN-Resolution 1541 (XV) verliert ein Territorium den Status als Hoheitsgebiet ohne Selbstregierung gemäß Kapitel XI der Charta durch Gründung eines souveränen Staates, durch freie Assoziierung mit einem souveränen Staat oder durch Integration in einen souveränen Staat.
Als letztes UN-Treuhandgebiet gemäß Kapitel XII der Charta wurde 1994 Palau von der Liste gestrichen.
| Territorium                                      | von der Liste gestrichen | ehemalige Verwaltungsmacht            | derzeitiger Status |
| ------------------------------------------------ | ------------------------ | ------------------------------------- | --- |
| Französisch-Guayana                              | 1947                     | Frankreich                            | französisches Übersee-Département |
| Französisch-Indien                               | 1947                     | Frankreich                            | Teil von Indien |
| Guadeloupe                                       | 1947                     | Frankreich                            | französisches Übersee-Département |
| Martinique                                       | 1947                     | Frankreich                            | französisches Übersee-Département |
| Panamakanalzone                                  | 1947                     | Vereinigte Staaten                    | Teil von Panama |
| Réunion                                          | 1947                     | Frankreich                            | französisches Übersee-Département |
| Saint-Pierre und Miquelon                        | 1947                     | Frankreich                            | französisches Überseegebiet |
| Französisch-Indochina (Teil)                     | 1949                     | Frankreich                            | souveräner Staat Laos |
| Niederländisch-Indien                            | 1949                     | Königreich der Niederlande            | Teil von Indonesien |
| Niederländische Antillen                         | 1951                     | Königreich der Niederlande            | autonome Länder innerhalb des Königreichs der Niederlande (Aruba, Curaçao, Sint Maarten) bzw. Besondere Gemeinden der Niederlande (Bonaire, Sint Eustatius, Saba) |
| Suriname                                         | 1951                     | Königreich der Niederlande            | souveräner Staat |
| Puerto Rico                                      | 1952                     | Vereinigte Staaten                    | Außengebiet der Vereinigten Staaten |
| Französisch-Indochina (Teil)                     | 1953                     | Frankreich                            | souveräner Staat Kambodscha |
| Grönland                                         | 1953                     | Dänemark                              | autonomer Teil von Dänemark |
| Französisch-Marokko                              | 1956                     | Frankreich                            | Teil von Marokko |
| Protectorat français de Tunisie (heute Tunesien) | 1956                     | Frankreich                            | souveräner Staat |
| Britisch-Togoland                                | 1957                     | Vereinigtes Königreich                | Teil von Ghana |
| Goldküste                                        | 1957                     | Vereinigtes Königreich                | Teil von Ghana |
| Malaiische Union                                 | 1957                     | Vereinigtes Königreich                | Teil von Malaysia |
| Französisch-Westafrika (Teil)                    | 1958                     | Frankreich                            | souveräner Staat Guinea |
| Alaska                                           | 1959                     | Vereinigte Staaten                    | Bundesstaat der Vereinigten Staaten |
| Hawaii                                           | 1959                     | Vereinigte Staaten                    | Bundesstaat der Vereinigten Staaten |
| British Somaliland (heute Somaliland)            | 1960                     | Vereinigtes Königreich                | Teil von Somalia |
| Colonie de Madagascar et dépendances (Teil)      | 1960                     | Frankreich                            | souveräner Staat Madagaskar |
| Congo belge (heute Demokratische Republik Kongo) | 1960                     | Belgien                               | souveräner Staat |
| Französisch-Äquatorialafrika                     | 1960                     | Frankreich                            | souveräne Staaten Tschad bzw. Gabun bzw. Republik Kongo bzw. Zentralafrikanische Republik                                                                         |
| Französisch-Kamerun                              | 1960                     | Frankreich                            | Teil von Kamerun |
| Französisch-Togo (heute Togo)                    | 1960                     | Frankreich                            | souveräner Staat |
| Französisch-Westafrika (Teil)                    | 1960                     | Frankreich                            | souveräne Staaten Benin bzw. Mali bzw. Elfenbeinküste bzw. Mauretanien bzw. Burkina Faso bzw. Niger bzw. Senegal                                                  |
| Italienisches Treuhandgebiet Somalia             | 1960                     | Italien                               | Teil von Somalia |
| Nigeria                                          | 1960                     | Vereinigtes Königreich                | souveräner Staat |
| Zypern                                           | 1960                     | Vereinigtes Königreich                | souveräner Staat |
| Britisch-Kamerun                                 | 1961                     | Vereinigtes Königreich                | Teil von Kamerun bzw. von Nigeria |
| Portugiesisch-Indien                             | 1961                     | Portugal                              | Teil von Indien |
| São João Baptista d’Ajudá                        | 1961                     | Portugal                              | Teil von Benin |
| Sierra Leone                                     | 1961                     | Vereinigtes Königreich                | souveräner Staat |
| Algérie française (heute Algerien)               | 1962                     | Frankreich                            | souveräner Staat |
| Jamaika                                          | 1962                     | Vereinigtes Königreich                | souveräner Staat |
| Ruanda-Urundi                                    | 1962                     | Belgien                               | souveräne Staaten Ruanda bzw. Burundi |
| Trinidad und Tobago                              | 1962                     | Vereinigtes Königreich                | souveräner Staat |
| Uganda                                           | 1962                     | Vereinigtes Königreich                | souveräner Staat |
| Westsamoa (heute Samoa)                          | 1962                     | Neuseeland                            | souveräner Staat |
| Britisch-Nordborneo                              | 1963                     | Vereinigtes Königreich                | Teil von Malaysia |
| Kenia                                            | 1963                     | Vereinigtes Königreich                | souveräner Staat |
| Niederländisch-Neuguinea                         | 1963                     | Königreich der Niederlande            | Teil von Indonesien |
| Sansibar                                         | 1963                     | Vereinigtes Königreich                | Teil von Tansania |
| Sarawak                                          | 1963                     | Vereinigtes Königreich                | Teil von Malaysia |
| Tanganjika                                       | 1963                     | Vereinigtes Königreich                | Teil von Tansania |
| Malta                                            | 1964                     | Vereinigtes Königreich                | souveräner Staat |
| Nordrhodesien (heute Sambia)                     | 1964                     | Vereinigtes Königreich                | souveräner Staat |
| Nyasaland (heute Malawi)                         | 1964                     | Vereinigtes Königreich                | souveräner Staat |
| Cookinseln                                       | 1965                     | Neuseeland                            | souveräner Staat „in freier Assoziierung mit Neuseeland“ |
| Gambia Colony and Protectorate (heute Gambia)    | 1965                     | Vereinigtes Königreich                | souveräner Staat |
| Barbados                                         | 1966                     | Vereinigtes Königreich                | souveräner Staat |
| Basutoland (heute Lesotho)                       | 1966                     | Vereinigtes Königreich                | souveräner Staat |
| Betschuanaland (heute Botswana)                  | 1966                     | Vereinigtes Königreich                | souveräner Staat |
| Britisch-Guayana (heute Guyana)                  | 1966                     | Vereinigtes Königreich                | souveräner Staat |
| Aden Protectorate                                | 1967                     | Vereinigtes Königreich                | Teil von Jemen |
| Südarabische Föderation                          | 1967                     | Vereinigtes Königreich                | Teil von Jemen |
| Mauritius                                        | 1968                     | Vereinigtes Königreich                | souveräner Staat |
| Nauru                                            | 1968                     | Australien                            | souveräner Staat |
| Spanisch-Guinea (heute Äquatorialguinea)         | 1968                     | Spanien                               | souveräner Staat |
| Swasiland (heute Eswatini)                       | 1968                     | Vereinigtes Königreich                | souveräner Staat |
| Ifni                                             | 1969                     | Spanien                               | Teil von Marokko |
| Fidschi                                          | 1970                     | Vereinigtes Königreich                | souveräner Staat |
| British Hong Kong (heute Hongkong)               | 1972                     | Vereinigtes Königreich                | Sonderverwaltungszone der Volksrepublik China |
| Macau                                            | 1972                     | Portugal                              | Sonderverwaltungszone der Volksrepublik China |
| Bahamas                                          | 1973                     | Vereinigtes Königreich                | souveräner Staat |
| Grenada                                          | 1974                     | Vereinigtes Königreich                | souveräner Staat |
| Portugiesisch-Guinea                             | 1974                     | Portugal                              | souveräner Staat Guinea-Bissau |
| Niue                                             | 1974                     | Neuseeland                            | souveräner Staat „in freier Assoziierung mit Neuseeland“ |
| Angola                                           | 1975                     | Portugal                              | souveräner Staat |
| Colonie de Madagascar et dépendances (Teil)      | 1975                     | Frankreich                            | souveräner Staat Komoren bzw. französisches Übersee-Département                                                                                                   |
| Mosambik (zuvor Portugiesisch-Ostafrika)         | 1975                     | Portugal                              | souveräner Staat |
| Kap Verde                                        | 1975                     | Portugal                              | souveräner Staat |
| São Tomé und Príncipe                            | 1975                     | Portugal                              | souveräner Staat |
| Territorium Papua und Neuguinea                  | 1975                     | Australien                            | souveräner Staat Papua-Neuguinea |
| Seychellen                                       | 1976                     | Vereinigtes Königreich                | souveräner Staat |
| Französisches Afar- und Issa-Territorium         | 1977                     | Frankreich                            | souveräner Staat Dschibuti |
| Dominica                                         | 1978                     | Vereinigtes Königreich                | souveräner Staat |
| Gilbert- und Elliceinseln (Teil)                 | 1978                     | Vereinigtes Königreich                | souveräner Staat Tuvalu |
| Salomonen                                        | 1978                     | Vereinigtes Königreich                | souveräner Staat |
| Gilbert- und Elliceinseln (Teil)                 | 1979                     | Vereinigtes Königreich                | souveräner Staat Kiribati |
| St. Lucia                                        | 1979                     | Vereinigtes Königreich                | souveräner Staat |
| St. Vincent und die Grenadinen                   | 1979                     | Vereinigtes Königreich                | souveräner Staat |
| Kondominium Neue Hebriden                        | 1980                     | Frankreich und Vereinigtes Königreich | souveräner Staat Vanuatu |
| Südrhodesien (heute Simbabwe)                    | 1980                     | Vereinigtes Königreich                | souveräner Staat |
| Antigua                                          | 1981                     | Vereinigtes Königreich                | souveräner Staat Antigua und Barbuda |
| Belize                                           | 1981                     | Vereinigtes Königreich                | souveräner Staat |
| St. Christopher-Nevis-Anguilla (Teil)            | 1983                     | Vereinigtes Königreich                | souveräner Staat St. Kitts und Nevis (ohne Anguilla, das weiterhin gelistet ist)                                                                                  |
| Brunei                                           | 1984                     | Vereinigtes Königreich                | souveräner Staat |
| Kokosinseln                                      | 1984                     | Australien                            | australisches Außengebiet |
| Nördliche Marianen                               | 1990                     | Vereinigte Staaten                    | Außengebiet der Vereinigten Staaten |
| Südwestafrika (heute Namibia)                    | 1990                     | Südafrika                             | souveräner Staat |
| Treuhandgebiet Pazifische Inseln (Teil)          | 1990                     | Vereinigte Staaten                    | souveräne Staaten Marshallinseln bzw. Föderierte Staaten von Mikronesien „in freier Assoziierung mit den Vereinigten Staaten“                                     |
| Treuhandgebiet Pazifische Inseln (Teil)          | 1994                     | Vereinigte Staaten                    | souveräner Staat Palau „in freier Assoziierung mit den Vereinigten Staaten“                                                                                       |
| Osttimor (zuvor Portugiesisch-Timor)             | 2002                     | Portugal (Indonesien)                 | souveräner Staat Timor-Leste |

### UN-Resolution 1541 (XV)
Bis zur UN-Resolution 1541 (XV) konnten die Verwaltungsmächte nach eigenem Ermessen entscheiden, nach welchen Kriterien ein Territorium von der Liste zu streichen ist. Dies führte unter anderem zur Wiederaufnahme von Neukaledonien (1986) und Französisch-Polynesien (2013) in die Liste. 1947 waren beide Territorien von der Liste gestrichen worden, weil seitens der Verwaltungsmacht Frankreich keine Meldung gemäß Artikel 73 der UN-Charta erfolgt war.

### Besonderheiten

#### Afrikanisches Jahr
Als Afrikanisches Jahr wird das Jahr 1960 bezeichnet, da in diesem Jahr viele Kolonien in Afrika die Unabhängigkeit von ihren Kolonialmächten erlangt haben.

#### Osttimor
Als bisher letztes Territorium gemäß Kapitel XI der Charta wurde 2002 Osttimor gestrichen. In die Liste wurde es ursprünglich als Kolonie Portugiesisch-Timor aufgenommen. Während es 1975 auf die Unabhängigkeit vorbereitet wurde, kam es zu einem kurzen Bürgerkrieg. Die portugiesische Administration zog sich auf die vorgelagerte Insel Atauro zurück, während die siegreiche FRETILIN die Macht übernahm. Kurz darauf begann Indonesien mit Soldaten in die Grenzgebiete einzudringen. Um internationale Unterstützung zu bekommen, rief die FRETILIN am 28. November 1975 einseitig die Unabhängigkeit aus. Sie wurde von zwölf Mitgliedern der Vereinten Nationen anerkannt, neben ehemaligen portugiesischen Kolonien wie Angola, Kap Verde, Guinea-Bissau, Mosambik oder São Tomé und Príncipe, auch von der Volksrepublik China (als einzigem ständigen Mitglied des Weltsicherheitsrates), Kuba, Vietnam und Schweden. Portugal, Indonesien, Australien, die Vereinigten Staaten und die Vereinten Nationen verweigerten aber die Anerkennung. Neun Tage später begann Indonesien mit der offenen Invasion. Der letzte portugiesische Gouverneur verließ die Kolonie. 1976 erklärte Indonesien die Annexion Osttimors, die nur von Australien anerkannt wurde. International galt Osttimor als „abhängiges Territorium unter portugiesischer Verwaltung“. Die FRETILIN ging in den bewaffneten Widerstand. 1999 wurde ein Unabhängigkeitsreferendum in Osttimor durchgeführt, in dem sich die Bevölkerung für die Unabhängigkeit aussprach. Nachdem indonesische Sicherheitskräfte nochmals das Land mit einer Gewaltwelle überzogen, übernahmen die Vereinten Nationen die Kontrolle über Osttimor. Von 1999 bis 2002 bestand die Übergangsverwaltung der Vereinten Nationen für Osttimor. Am 20. Mai 2002 wurde Osttimor in die Unabhängigkeit entlassen.

## Völkerrechtliche Grundlagen
Völkerrechtliche Grundlagen sind die Kapitel XI, XII und XIII der UN-Charta sowie die sich auf diese Kapitel beziehenden Resolutionen.
| UN-Resolution | Datum         | Offizieller Titel Amtliche deutsche Übersetzung | Link zum Dokument (en) (s1) | Link zum Dokument (de) (s2) |  |
| ------------- | ------------- | --- | --------------------------- | --------------------------- |  |
| 9 (I)         | 9. Feb. 1946  | Non self-governing peoples |                             |                             |  |
| 10 (I)        | 9. Feb. 1946  | Provisional rules of procedure of the Trusteeship Council |                             |                             |  |
| 63 (I)        | 13. Dez. 1946 | Approval of Trusteeship Agreements |                             |                             |  |
| 64 (I)        | 14. Dez. 1946 | Establishment of the Trusteeship Council |                             |                             |  |
| 65 (I)        | 14. Dez. 1946 | Future status of South West Africa |                             |                             |  |
| 66 (I)        | 14. Dez. 1946 | Transmission of information under Article 73 e of the Charter |                             |                             |  |
| 67 (I)        | 14. Dez. 1946 | Regional conferences of representatives of Non-Self-Governing Territories |                             |                             |  |
| 139 (II)      | 1. Nov. 1947  | Report of the Trusteeship Council covering its 1st session |                             |                             |  |
| 140 (II)      | 1. Nov. 1947  | Proposed Trusteeship Agreement for Nauru |                             |                             |  |
| 141 (II)      | 1. Nov. 1947  | Consideration of proposed new trusteeship agreements, if any: question of South West Africa |                             |                             |  |
| 142 (II)      | 3. Nov. 1947  | Standard form for the guidance of Members in the preparation of information to be transmitted under Article 73 e of the Charter |                             |                             |  |
| 143 (II)      | 3. Nov. 1947  | Supplemental documents relating to information transmitted under Article 73 e of the Charter |                             |                             |  |
| 144 (II)      | 3. Nov. 1947  | Voluntary transmission of information regarding the development of self-governing institutions in the Non-Self-Governing Territories |                             |                             |  |
| 145 (II)      | 3. Nov. 1947  | Collaboration of the specialized agencies in regard to Article 73 e of the Charter |                             |                             |  |
| 146 (II)      | 3. Nov. 1947  | Creation of a special committee on information transmitted under Article 73 e of the Charter |                             |                             |  |
| 218 (III)     | 3. Nov. 1948  | Transmission of information under Article 73e of the Charter |                             |                             |  |
| 219 (III)     | 3. Nov. 1948  | Special Committee on information transmitted under Article 73e of the Charter |                             |                             |  |
| 220 (III)     | 3. Nov. 1948  | Liaison between the Economic and Social Council and the Special Committee on Information transmitted under Article 73e of the Charter |                             |                             |  |
| 221 (III)     | 3. Nov. 1948  | Collaboration of the specialized agencies in regard to Article 73e of the Charter |                             |                             |  |
| 222 (III)     | 3. Nov. 1948  | Cessation of the transmission of information under the Article 73e of the Charter |                             |                             |  |
| 223 (III)     | 18. Nov. 1948 | Report of the Trusteeship Council covering its 2nd and 3rd sessions |                             |                             |  |
| 224 (III)     | 18. Nov. 1948 | Administrative unions affecting Trust Territories |                             |                             |  |
| 225 (III)     | 18. Nov. 1948 | Educational advancement in Trust Territories |                             |                             |  |
| 226 (III)     | 18. Nov. 1948 | Progressive development of Trust Territories |                             |                             |  |
| 227 (III)     | 26. Nov. 1948 | Question of South West Africa |                             |                             |  |
| 320 (IV)      | 15. Nov. 1949 | Political advancement of Trust Territories |                             |                             |  |
| 321 (IV)      | 15. Nov. 1949 | International Trusteeship system: petitions and visiting missions |                             |                             |  |
| 322 (IV)      | 15. Nov. 1949 | Economic advancement in Trust Territories |                             |                             |  |
| 323 (IV)      | 15. Nov. 1949 | Social advancement in Trust Territories |                             |                             |  |
| 324 (IV)      | 15. Nov. 1949 | Educational advancement in Trust Territories |                             |                             |  |
| 325 (IV)      | 15. Nov. 1949 | Use of the flag of the United Nations in Trust Territories |                             |                             |  |
| 326 (IV)      | 15. Nov. 1949 | Administrative unions affecting Trust Territories |                             |                             |  |
| 327 (IV)      | 2. Dez. 1949  | Voluntary transmission of information under part I of the Standard Form concerning the Non-Self-Governing Territories |                             |                             |  |
| 328 (IV)      | 2. Dez. 1949  | Equal treatment in matters relating to education in Non-Self-Governing Territories |                             |                             |  |
| 329 (IV)      | 2. Dez. 1949  | Language of instruction in Non-Self-Governing Territories |                             |                             |  |
| 330 (IV)      | 2. Dez. 1949  | Eradication of illiteracy in Non-Self-Governing Territories |                             |                             |  |
| 331 (IV)      | 2. Dez. 1949  | International collaboration in regard to economic, social and educational conditions in Non-Self-Governing Territories |                             |                             |  |
| 332 (IV)      | 2. Dez. 1949  | Establishment of a Special Committee on Information transmitted under Article 73 e of the Charter |                             |                             |  |
| 333 (IV)      | 2. Dez. 1949  | Work of the Special Committee on Information transmitted under Articke 73 e of the Charter |                             |                             |  |
| 334 (IV)      | 2. Dez. 1949  | Territories to which Chapter XI of the Charter applies |                             |                             |  |
| 335 (IV)      | 2. Dez. 1949  | Publication of information relating to Non-Self-Governing Territories |                             |                             |  |
| 336 (IV)      | 2. Dez. 1949  | Information on technical assistance accorded to Non-Self-Governing Territories |                             |                             |  |
| 337 (IV)      | 6. Dez. 1949  | Question of South West Africa: reiteration of previous resolutions and submission of reports |                             |                             |  |
| 338 (IV)      | 6. Dez. 1949  | Question of South West Africa: request for an advisory opinion of the International Court of Justice |                             |                             |  |
| 431 (V)       | 2. Dez. 1950  | Report of the Trusteeship Council covering its first special session, its second special session, and its sixth and seventh sessions |                             |                             |  |
| 432 (V)       | 2. Dez. 1950  | General procedure of the Trusteeship Council |                             |                             |  |
| 433 (V)       | 2. Dez. 1950  | Annual reports of the Trusteeship Council |                             |                             |  |
| 434 (V)       | 2. Dez. 1950  | Organization and methods of functioning of visiting missions |                             |                             |  |
| 435 (V)       | 2. Dez. 1950  | Examination of petitions |                             |                             |  |
| 436 (V)       | 2. Dez. 1950  | Information on the implementation of Trusteeship Council and General Assembly resolutions relating to Trust Territories |                             |                             |  |
| 437 (V)       | 2. Dez. 1950  | Educational advancement in Trust Territories |                             |                             |  |
| 438 (V)       | 2. Dez. 1950  | Rural economic development of the Trust Territories |                             |                             |  |
| 439 (V)       | 2. Dez. 1950  | Technical assistance for Trust Territories |                             |                             |  |
| 440 (V)       | 2. Dez. 1950  | Abolition of corporal punishment in Trust Territories |                             |                             |  |
| 441 (V)       | 2. Dez. 1950  | The Ewe problem |                             |                             |  |
| 442 (V)       | 2. Dez. 1950  | Trusteeship Agreement for the Territory of Somaliland under Italian Administration |                             |                             |  |
| 443 (V)       | 12. Dez. 1950 | Administrative unions affecting Trust Territories |                             |                             |  |
| 444 (V)       | 12. Dez. 1950 | Technical assistance to Non-Self-Governing Territories |                             |                             |  |
| 445 (V)       | 12. Dez. 1950 | Work of the special Committee on information transmitted under Article 73 e of the Charter |                             |                             |  |
| 446 (V)       | 12. Dez. 1950 | Information on human rights in Non-Self-Governing Territories |                             |                             |  |
| 447 (V)       | 12. Dez. 1950 | Comparable statistical information relating to the subjects treated under Article 73 e of the Charter |                             |                             |  |
| 448 (V)       | 12. Dez. 1950 | Development of self-government in Non-Self-Governing Territories |                             |                             |  |
| 449 (V)       | 13. Dez. 1950 | Question of South West Africa |                             |                             |  |
| 567 (VI)      | 18. Jan. 1952 | Future procedure for the continuation of the study of factors which should be taken into account in deciding whether a territory is or is not a territory whose people have not yet attained a full measure of self-government                      |                             |                             |  |
| 1514 (XV)     | 14. Dez. 1960 | Declaration on the granting of independence to colonial countries and peoples Erklärung über die Gewährung der Unabhängigkeit an koloniale Länder und Völker                                                                                        |                             |                             |  |
| 1541 (XV)     | 15. Dez. 1960 | Principles which should guide Members in determining whether or not an obligation exists to transmit the information called for under Article 73 e of the Charter                                                                                   |                             |                             |  |
| 1654 (XVI)    | 27. Nov. 1967 | The situation with regard to the implementation of the Declaration on the granting of independence to colonial countries and peoples |                             |                             |  |
| 43/45         | 22. Nov. 1988 | Implementation of the Declaration on the Granting of Independence to Colonial Countries and Peoples |                             |                             |  |
| 43/46         | 22. Nov. 1988 | Dissemination of information on decolonization |                             |                             |  |
| 43/47         | 22. Nov. 1988 | International Decade for the Eradication of Colonialism |                             |                             |  |
| 55/145        | 8. Dez. 2000  | Dissemination of information on decolonization |                             |                             |  |
| 55/146        | 8. Dez. 2000  | 2nd International Decade for the Eradication of Colonialism |                             |                             |  |
| 55/147        | 8. Dez. 2000  | Implementation of the Declaration on the Granting of Independence to Colonial Countries and Peoples |                             |                             |  |
| 61/130        | 14. Dez. 2006 | Implementation of the Declaration on the Granting of Independence to Colonial Countries and Peoples |                             |                             |  |
| 65/115 A-B    | 10. Dez. 2010 | Questions of American Samoa, Anguilla, Bermuda, the British Virgin Islands, the Cayman Islands, Guam, Montserrat, Pitcairn, Saint Helena, the Turks and Caicos Islands and the United States Virgin Islands (A. General, B. Individual Territories) |                             |                             |  |
| 65/116        | 10. Dez. 2010 | Dissemination of information on decolonization |                             |                             |  |
| 65/117        | 10. Dez. 2010 | Implementation of the declaration on the granting of Independence to Colonial Countries and Peoples |                             |                             |  |
| 65/118        | 10. Dez. 2010 | Fiftieth anniversary of the Declaration on the Granting of Independence to Colonial Countries and Peoples |                             |                             |  |
| 65/119        | 10. Dez. 2010 | Third International Decade for the Eradication of Colonialism |                             |                             |  |